# Psectrosema gagaimo
Psectrosema gagaimo är en tvåvingeart som först beskrevs av Monzen 1955.  Psectrosema gagaimo ingår i släktet Psectrosema och familjen gallmyggor. Inga underarter finns listade i Catalogue of Life.